# Козлов, Виктор Дмитриевич
Ви́ктор Дми́триевич Козло́в (1916—1995) — полковник Советской Армии, участник советско-финской войны, Герой Советского Союза (1940).

## Биография
Виктор Козлов родился 7 сентября 1916 года в деревне Демнево (ныне — Ильинский район Ивановской области). Окончил семь классов школы, затем курсы трактористом и техникум механизации сельского хозяйства, после чего работал в машинно-тракторной станции. В октябре 1937 года Козлов был призван на службу в Рабоче-крестьянскую Красную Армию. Участвовал в советско-финской войне, будучи командиром танка 205-го отдельного разведывательного батальона 13-й лёгкой танковой бригады 7-й армии Северо-Западного фронта.
16 февраля 1940 года в районе станции Кямяря (ныне — Гаврилово Выборгского района Ленинградской области) Козлов прикрывал огнём своего танка действия советских сапёров. Когда танкисты отошли из-за массированного финского огня, и обнаружилось, что два танка были подбиты и остались на передовой, Козлов на своём танке вернулся и вывез сначала раненного командира сапёрного взвода лейтенанта Григорьева, затем экипаж танка. В третьей вылазке он взял на буксир подбитый танк и сумел вытащить его к советским позициям, несмотря на то, что его танк был подбит. В тот же день к северо-западу от Кямяри Козлов захватил в плен 3 финских солдат и мотоциклиста, при котором находились важные документы. 18 февраля в районе населённого пункта Пиен-Перо, попав под артобстрел, Козлов уничтожил одно артиллерийское орудие и в течение часа вёл огонь по другим, одновременно уничтожил несколько снайперов-«кукушек».
Указом Президиума Верховного Совета СССР от 21 марта 1940 года младший командир Виктор Козлов был удостоен высокого звания Героя Советского Союза с вручением ордена Ленина и медали «Золотая Звезда» за номером 473.
В августе 1941 года Козлов окончил Ульяновское танковое училище, после чего остался в нём командиром сначала взвода, а затем роты. В 1951 году он окончил Ленинградскую высшую офицерскую бронетанковую школу. В 1972 году в звании полковника Козлов вышел в отставку. Проживал в городе Жуковском Московской области, работал в научно-исследовательском институте приборостроения. Скончался 15 февраля 1995 года, похоронен на кладбище в посёлке Островцы Раменского района Московской области.
Был также награждён орденами Отечественной войны 1-й степени и Красной Звезды, рядом медалей.